# O,O-Dimethylthiophosphat
O,O-Dimethylthiophosphat ist eine organische Verbindung und ein Methylester der Thiophosphorsäure, bei dem die beiden Hydroxygruppen mit Methanol verestert sind.

## Vorkommen und Entstehung
O,O-Dimethylthiophosphat entsteht bei der Zersetzung oder im Metabolismus verschiedener Pestizide. Beispielsweise können einige Mikroorganismen Methylparathion zu O,O-Dimethylthiophosphat und 4-Nitrophenol abbauen. Beim metabolischen Abbau von Dimethoat entsteht zunächst O,O-Dimethyldithiophosphat, welches dann zu O,O-Dimethylthiophosphat weiterreagiert. Außerdem entstehen Dimethylphosphat, O,O,S-Trimethylthiosphat und O,S-Dimethylthiosphat. Auch in einer Studie zum Metabolismus von Fenitrothion wurde O,O-Dimethylthiophosphat als Abbauprodukt detektiert, das zu Dimethylphosphat weiterreagiert.

## Eigenschaften
Im Gegensatz zu vielen anderen Thiophosphaten wirkt O,O-Dimethylthiophosphat nicht als Inhibitor der Acetylcholinesterase.

## Reaktionen und Verwendung
O,O-Dimethylthiophosphat  wird in der Synthese von Vamidothion und Omethoat eingesetzt.